# Лисовцы
Лисовцы (укр. Лисівці) — село в Толстенской поселковой общине Чортковского района Тернопольской области Украины.
До 2020 года входило в Залещицкий район.
Код КОАТУУ — 6122085801. Население по данным 2025 года составляло 1724 человека.

## Географическое положение
Село Лисовцы находится на правом берегу реки Серет,
выше по течению на расстоянии в 2 км расположено село Миловцы,
ниже по течению на расстоянии в 1,5 км расположено село Шиповцы,
на противоположном берегу — село Капустинцы.
Через село проходит автомобильная дорога Р-24.

## История
- 1418 год — дата основания.

## Объекты социальной сферы
- Школа.
- Дом культуры.
- Фельдшерско-акушерский пункт.

## Достопримечательности
- Братская могила советских воинов.

## Галерея
- Панорама села
- Церковь Покрова Пресвятой Девы Марии (1911)
- Костёл (1887)